# Mōri Hiromoto
Mōri Hiromoto (毛利 弘元?; 1466 – 13 febbraio 1506) è stato un daimyō giapponese del periodo Sengoku, nono capo del clan Mōri.

## Biografia
Non si sa molto sulla vita dei primi anni di Hiromoto, ma nel 1476 divenne capo del clan dei Moi quando suo padre Mōri Toyomoto morì. Era uno dei tanti signori subordinati che erano vassalli di Ōuchi Masahiro dal quale ricevette il kanji '弘?'. Dopo la morte di Masahiro continuò a servire suo figlio e suo successore Ōuchi Yoshioki. Anche il figlio Mōri Okimoto seguì il clan Ōuchi. I Mōri, durante gli anni di Hiromoto, dovettero restare sotto l'ombrello di protezione degli Ōuchi per avere supporto contro la minaccia costante dell'emergente clan Amago della provincia di Izumo.
Nel 1500 Hiromoto fu coinvolto in una disputa di potere con lo shogunato Ashikaga e il clan Ōuchi e decise di ritirarsi. Consegnò la posizione di capo del clan al figlio maggiore, Mōri Okimoto, e si trasferì al castello di Tajihi assieme al figlio Shōjumaru (noto successivamente come Mōri Motonari). Okimoto prese poi il controllo del castello di Yoshida-Kōriyama, la roccaforte principale del clan. Nel 1501 la moglie di Hiromoto morì e lui stresso la seguì nel 1506 per avvelenamento da alcol.
La sua tomba si trova al Tempio di Esō nella città di Akitakata (prefettura di Hiroshima).

## Famiglia
- Padre: Mōri Toyomoto (毛利興元, 1444–1476)
- Madre: sconosciuta
  - Fratello: Kaneshige Motoshige (兼重元鎮, d. 1541)
    - Wife: nome sconosciuto, figlia di Fukubara Hirotoshi (福原広俊).
      - Primo figlio: Mōri Okimoto (毛利興元, 1492–1516)
      - Secondo figlio: Mōri Motonari (毛利元就, 1497–1571)

    - Concubina: donna del clan Aiō (相合大方)
      - Terzo figlio: Aiō Mototsuna (相合元綱, morto 1524) noto anche come Sōgō Motosuna

    - Concubina: donna del clan Arita (有田氏女)
      - Quarto figlio: Kita Narikatsu (北就勝, morto 1557)

    - Concubina: ?
      - Quinto figlio: Mitsuke Motouji (見付元氏)